# Ermengol Passola i Badia
Ermengol Passola i Badia (Barcelona, 9 de febrer de 1925 - Barcelona, 1 de gener de 2009) fou un empresari i promotor cultural català. La seva filla és la directora de cine Isona Passola.

## Biografia
Passola va néixer l'any 1925 al costat del Palau de la Generalitat, situat al nucli antic de Barcelona. El fet de viure de tan a prop els esdeveniments polítics dels anys 1930 va marcar per sempre el seu sentiment nacionalista. Treballador infatigable, propietari de l'empresa Mobles Maldà, va dedicar la seva vida al país; des dels anys 1940 va participar en multitud d'activitats i iniciatives per a impulsar la consciència nacional de Catalunya.
Estigué des del primer dia en la creació d'una de les primeres iniciatives de la resistència cultural de la postguerra, el Concurs Parroquial de Poesia de Cantonigròs, i en l'inici del disseny de la Primera Junta Directiva de l'ADI-FAD (Associació de Disseny Industrial del Foment de les Arts Decoratives). Fou un important impulsor i promotor de la Nova Cançó. Va formar part de l'accionariat de la discogràfica Edigsa i la Llibreria Ona. L'any 1964 va abandonar Edigsa i va fundar la discogràfica Concèntric i la Cova del Drac. L'any 1980 va crear l'associació dels Amics de Joan Ballester i l'any 2001 va col·laborar a la creació de Catalònia Acord.
Morí el dijous 1 de gener de 2009 a la ciutat de Barcelona, a l'edat de 83 anys, després d'una llarga malaltia. Fou enterrat el dissabte 3 de gener en una cerimònia en la qual varen assistir unes 600 persones. El funeral se celebrà a les 11 del matí al tanatori de la ronda de Dalt amb representació del món cultural i polític català. Entre els assistents destacà Jordi Pujol, expresident de la Generalitat; Heribert Barrera, expresident del Parlament i històric dirigent d'ERC; Joan Manuel Tresserras, conseller de Cultura i Mitjans de Comunicació, i el conseller d'Economia Antoni Castells, que treballà de ben jove amb Passola a Mobles Maldà.

## Premis i reconeixements
- 1984 – Creu de Sant Jordi
- 1987 – V Premi d'Actuació Cívica
- 2003 – Premi Memorial Lluís Companys de la Fundació Josep Irla[6]
- 2008 – Homenatge a l'Ateneu Barcelonès per la seva trajectòria de compromís amb Catalunya[1][7][8]